# Unterer Hauenstein
L'Unterer Hauenstein è un passo posto nel Massiccio del Giura in Svizzera. Posto a un'altitudine di 681 metri, alla frontiera tra il Canton Basilea Campagna e il Canton Soletta.